# Église Saint-Maixent de Veigné
L'église Saint-Maixent est une église catholique située à Veigné, en France.
Les parties les plus anciennes de l'église actuelle semblent dater du XIIe siècle ; il s'agit notamment de son clocher, inscrit au titre des monuments historiques en 1961. Elle est toujours, au XXIe siècle, ouverte au culte catholique.

## Localisation
L'église est située dans le département français d'Indre-et-Loire, dans le centre de la commune de Veigné. Elle est édifiée sur la rive gauche de l'Indre au bord de la D 50 qui relie Veigné à Saint-Branchs et qui longe son chevet. L'édifice respecte l'orientation la plus courante pour les églises catholiques : nef ouverte à l'ouest et chœur tourné vers l'est.

## Historique

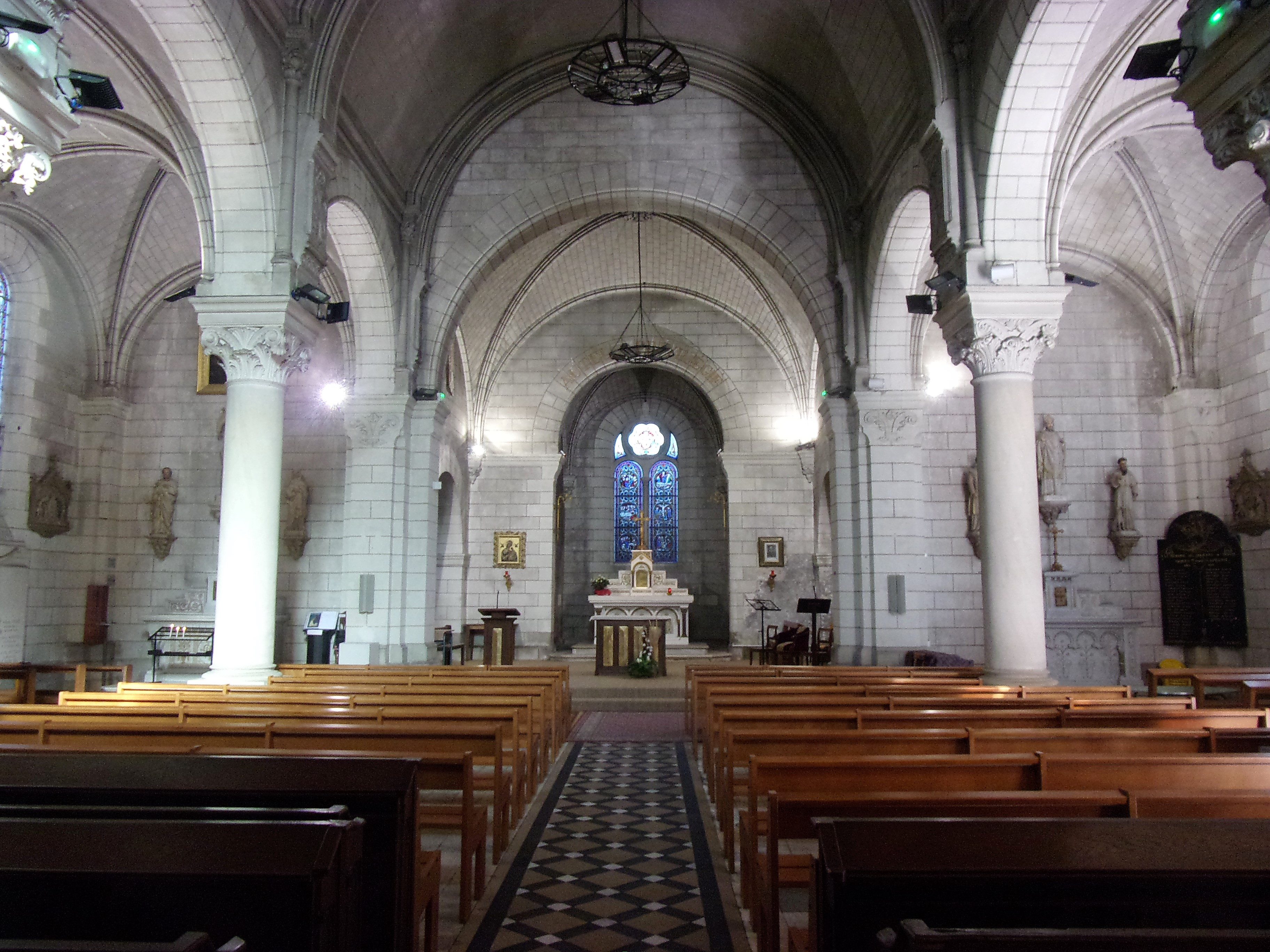
Intérieur de la nef.

Une église est mentionnée à Veigné au XIIe siècle dans le cartulaire de l'abbaye Saint-Paul de Cormery dont elle relève alors. De l'édifice de cette époque sont parvenus la base des murs du chœur ainsi que le clocher en pierre. Cette partie de l'édifice est inscrite au titre des monuments historiques en 1961. La nef est reconstruite en 1873.
Au XXIe siècle, l'église Saint-Maixent de Veigné est l'un des douze lieux de culte de la paroisse Saint-Brice de la vallée de l'Indre.

## Architecture et décoration

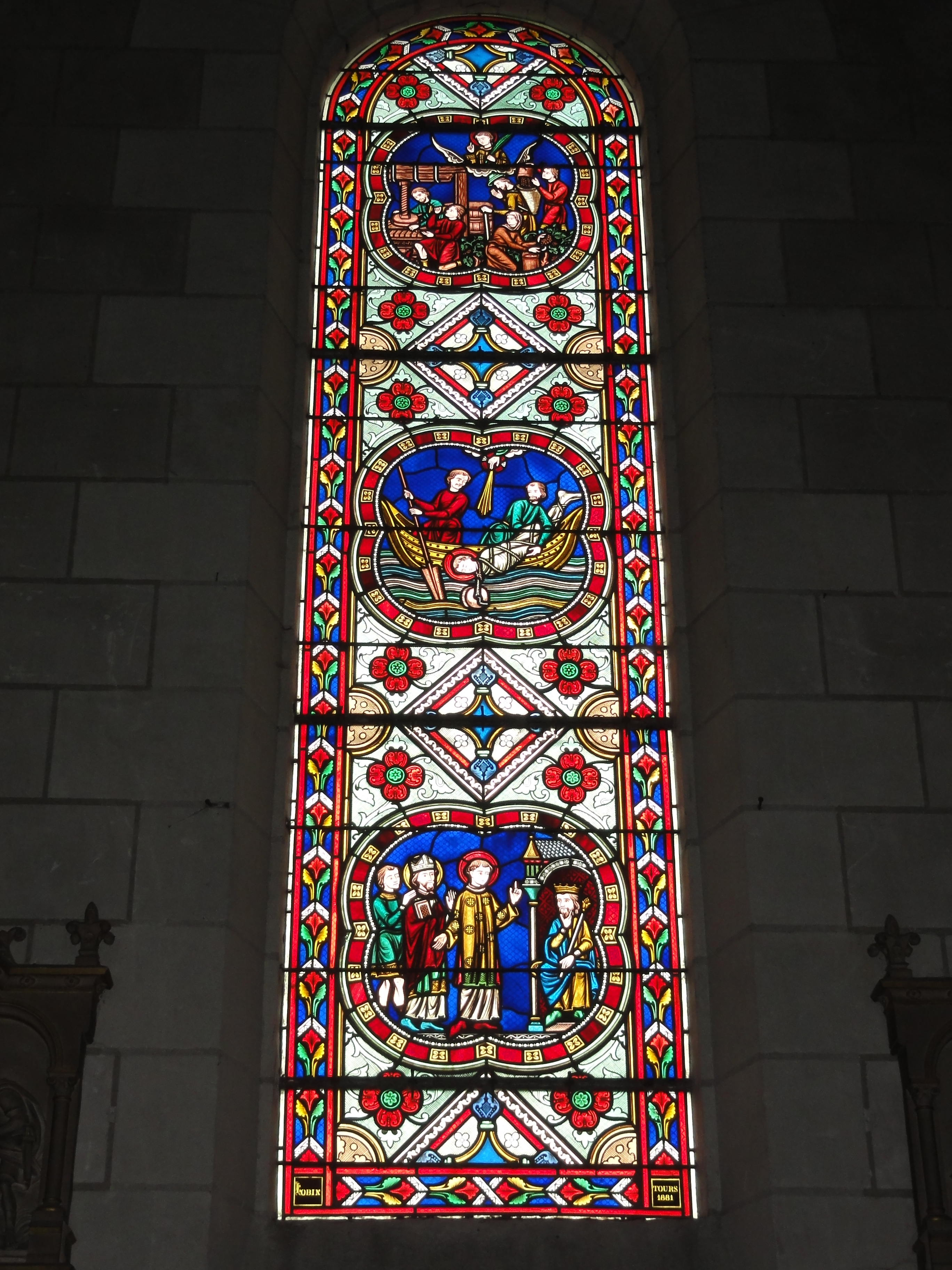
Vitrail Lobin.

Le clocher, plus ancienne partie de l'édifice, du XIIe siècle, est intégralement construit en pierre meulière. Il affecte la forme d'une mitre octogonale décorée de quatre clochetons aux quatre angles. Cette disposition est assez usuelle dans la vallée de l'Indre. Il comporte dans sa partie haute deux baies en plein cintre munies d'abat-son sur chaque face et encadrées par 3 contreforts plaqués.
Le calcaire qui a servi a reconstruire la nef est très différent de celui qui servit à édifier le clocher.
Le chœur se termine par un chevet plat.
Les vitraux qui garnissent les baies en arc brisés sont confectionnés dans les années 1880 dans l'atelier tourangeau de Lucien-Léopold Lobin.
Une statue de sainte Philomène est conservée dans la nef même si son culte est suspendu par le Saint-Siège depuis 1961.